# Wir (K.I.Z-Lied)
Wir ist ein Lied der deutschen Rapgruppe K.I.Z. Der Song wurde am 10. Juli 2015 auf ihrem fünften Studioalbum Hurra die Welt geht unter veröffentlicht.

## Inhalt
| Liedteil   | Künstler |
| 1. Strophe | Nico     |
| Refrain    | Tarek    |
| 2. Strophe | Maxim    |
| 3. Strophe | Tarek    |

In Wir inszenieren sich K.I.Z als göttliche Wesen, die auf die Menschheit und die Rapszene herabschauen. Dabei kritisieren sie auch religionsübergreifend eine übertriebene Götteranbetung. Das Lied beginnt mit einem Glockenschlag und der Wiederholung des Wortes „Wir“. Anschließend rappt Nico in der ersten Strophe von seiner Überlegenheit, vergleicht sich mit Gott und kritisiert alle, die seinen Humor nicht verstehen und dankbar sein sollten, von seiner Weisheit erleuchtet zu werden. Maxim bezeichnet sich in der zweiten Strophe als „Erfinder von deutschem Humor“, vor dem sich alle verbeugen sollten. K.I.Z hätten Homosexualität mainstreamtauglich gemacht und würden von der BPjM angegriffen. Zudem sollten sich Christen, Moslems und Juden auf ihn als einzigen Gott einigen. Die dritte Strophe wird von Tarek gerappt, der auf die Menschheit herabblickt und diese zum dritten Weltkrieg auffordert, um unterhalten zu werden. Des Weiteren hätten K.I.Z durch ihre Musik die Rapgruppen Die Orsons, Trailerpark und 257ers erschaffen. Zwischen Refrain und den Strophen ist ein Publikum zu hören, das den Rappern mit dem Satz „Ihr seid alles, wir sind nichts.“ huldigt. Der Hintergrundgesang stammt vom Berliner Kneipenchor und der Sängerin Celina Bostic.

„Wir haben niemals unseren Arsch verkauft

Wir haben Pyramiden auf dem Mars gebaut

Ja, wir reisen von hier in die Unendlichkeit

Denn wir, wir bestehen nicht aus Menschenfleisch“

## Produktion
Der Song wurde von K.I.Z-Mitglied Nico zusammen mit den Musikproduzenten Kevbeats, Moses Schneider und Grzegorz Olszowka produziert. Als Autoren fungierten die K.I.Z-Mitglieder Nico Seyfrid, Maxim Drüner und Tarek Ebéné.

## Chartplatzierungen
Obwohl Wir nicht als Single erschien, stieg der Song nach Veröffentlichung des zugehörigen Albums Hurra die Welt geht unter aufgrund von Streaming und Downloads am 17. Juli 2015 auf Platz 47 in die deutschen Singlecharts ein und belegte in den folgenden Wochen die Ränge 66 und 72. Insgesamt war er sechs Wochen lang in den Top 100 vertreten.
| ChartsChartplatzierungen | Höchstplatzierung | Wochen |
| ------------------------ | ----------------- | ------ |
| Deutschland (GfK)        | 47 (6 Wo.)        | 6      |

## Verkaufszahlen und Auszeichnungen
Wir erhielt im Jahr 2020 in Deutschland für mehr als 200.000 verkaufte Einheiten eine Goldene Schallplatte. Damit ist es das kommerziell erfolgreichste Lied von K.I.Z, das nicht als Single veröffentlicht wurde.

| Land/Region        | Auszeichnungen für Musikverkäufe (Land/Region, Auszeichnung, Verkäufe) | Verkäufe |
| ------------------ | ---------------------------------------------------------------------- | -------- |
| Deutschland (BVMI) | Gold                                                                   | 200.000  |
| Insgesamt          | 1× Gold ·                                                              | 200.000  |

## Coverversionen
Im Jahr 2019 coverte die Deutschrock-Band Frei.Wild Wir für ihr Coveralbum Unsere Lieblingslieder, auf dem die Gruppe Songs von Bands aus dem politisch linken Spektrum interpretierte, von denen sie in der Vergangenheit auf verschiedene Weise kritisiert wurde, darunter auch K.I.Z.